# Simón Bolívar (Zulia)
Pour les articles homonymes, voir Simón Bolívar et Bolívar.
Simón Bolívar est l'une des 21 municipalités de l'État de Zulia au Venezuela. Son chef-lieu est Tía Juana. En 2011, la population s'élève à 43 831 habitants.

## Géographie

### Subdivisions
La municipalité est constituée de trois paroisses civiles avec chacune à sa tête une capitale (entre parenthèses) :
- Rafael Maria Baralt (San Isidro) ;
- Manuel Manrique (Tía Juana) ;
- Rafael Urdaneta (Sabana de La Plata).

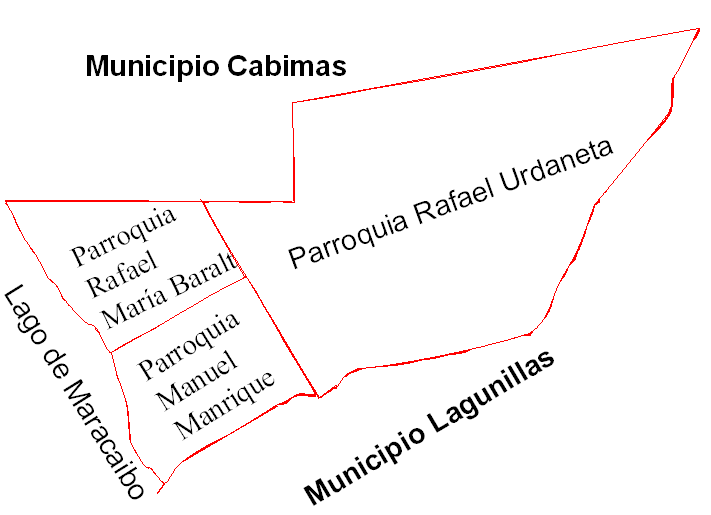
Carte des trois paroisses civiles de la municipalité